# Tuomas Haapala
Tuomas Haapala (Lahti, 20 aprile 1979) è un ex calciatore finlandese, di ruolo centrocampista.

## Carriera

### Club
Haapala giocò nel Lahti e nel MyPa. Con quest'ultima squadra, vinse la Coppa di Finlandia 2004 e fu capitano nel campionato 2005, poi vinto anch'esso. Dopo questa stagione, gli fu offerto un provino al Manchester City ed il manager Stuart Pearce decise di offrirgli un contratto dalla durata annuale. Comunque, Haapala non riuscì ad imporsi nella prima squadra e giocò soltanto per la formazione delle riserve.
Firmò allora per i norvegesi del Sandefjord. Esordì nella Tippeligaen il 30 luglio 2006, nella vittoria per 3-1 sullo Stabæk. L'anno seguente, tornò in patria per giocare nello HJK. Con questa maglia, vinse un altro campionato e un'altra coppa nazionale.
Nel 2010, passò al Tampere United.

## Palmarès

### Club

#### Competizioni nazionali
- Campionato finlandese: 2

MyPa: 2005
HJK: 2009
- Coppa di Finlandia: 2

MyPa: 2004
HJK: 2008